# Пущин, Лаврентий Иванович
Лавре́нтий Ива́нович Пу́щин (24 марта 1874 — 21 апреля 1929, Нью-Йорк) — русский общественный деятель и политик, член IV Государственной думы от Орловской губернии.

## Биография
Из потомственных дворян Орловской губернии. Землевладелец Орловского уезда (739 десятин), домовладелец (два дома в Орле). Внук декабриста Ивана Ивановича Пущина.
Воспитывался в 1-й Орловской и Московской гимназиях. Окончил Александровский лицей (1899) и Свободную школу политических наук в Париже, куда был командирован лицеем.
Вернувшись в Россию, занялся сельским хозяйством и общественной деятельностью. Был земским начальником в Орловском уезде (1905—1908), непременным членом Орловской уездной (с 1908) и губернской (с 1912) землеустроительных комиссий. С 1910 состоял чиновником особых поручений 5-го класса Главного управления землеустройства и земледелия.
Избирался почетным мировым судьей, гласным Орловского уездного и губернского земских собраний. Состоял вице-председателем Орловской губернской ученой архивной комиссии и почетным членом Орловского церковного историко-археологического общества. Коллекционировал предметы русской старины: в 1910 году был награждён медалью за свою коллекцию, предоставленную для выставки; дар Пущина стал основой коллекции золотого шитья Орловского краеведческого музея.
В 1912 году был избран членом Государственной думы от Орловской губернии. Входил во фракцию русских националистов и умеренно-правых (ФНУП), после её раскола в августе 1915 — во фракцию националистов-прогрессистов и Прогрессивный блок. С ноября 1915 был членом бюро фракции. Состоял докладчиком сельскохозяйственной комиссии и членом нескольких комиссий. Дослужился до надворных советников, имел придворный чин камер-юнкера.
В Первую мировую войну состоял уполномоченным 159-го санитарного поезда Общеземской организации имени принца Ольденбургского.
Во время Февральской революции был помощником коменданта, с 4 марта — комендантом Таврического дворца и его района, с 7 по 18 марта — временным комиссаром Петрограда и Таврического дворца.
После Октябрьской революции вместе с семьей по фальшивым документам выехал через Финляндию в Великобританию. В начале 20-х переехал в США, состоял представителем Российского общества Красного Креста при Американском Красном Кресте, зарабатывал на жизнь рисованием.

## Семья
Был женат на Александре Федоровне Татариновой. Их дети:
- Мария (1914—?)
- Варвара
- Наталья (1909—?)
- Иван
- Екатерина (?—1986), замужем за Ростиславом Аркадьевичем Небольсиным (1900—1990), сыном адмирала Небольсина[1].